# Protomiltogramma jaxartiana
Protomiltogramma jaxartiana är en tvåvingeart som först beskrevs av Boris Borisovitsch Rohdendorf 1927.  Protomiltogramma jaxartiana ingår i släktet Protomiltogramma och familjen köttflugor.
Artens utbredningsområde är Kazakstan. Inga underarter finns listade i Catalogue of Life.